# Poznanski (Familie)
Die Poznanski sind eine Fabrikanten- und Kaufmannsfamilie aus Poznań (Posen) und Łódź (Lodsch). Sehenswert ist in Łódź der Palast Poznanski (Museum) und die alte Textilfabrik der Familie, die zwischen 2003 und 2006 zum Einkaufszentrum Manufaktura umgebaut wurde.
Die deutschen Mitglieder der Familie waren vor allem in Berlin, München, Frankfurt am Main, Dortmund und Essen tätig. Weitere Mitglieder der Familie leben in Chile, wohin sie vor den Nationalsozialisten geflohen sind.
Den Familiennamen tragen folgende Personen:
- Izrael Poznański (1833–1900), polnischer Unternehmer und Fabrikant
- Ursula Poznanski (* 1968), österreichische Autorin und Journalistin
- Edward I. J. Poznanski (1901–1974), Mathematiker und Philosoph an der Hebrew University, Jerusalem
- Marek Poznański (* 1984), Sejmabgeordneter
- Joshua Poznanski (* 1995), deutscher Footballspieler